# 揚博爾州
揚博爾州是保加利亞的一個州，位於該國東南部，南鄰土耳其。面積3,335.5平方公里，2006年人口156,631人。州府揚博爾，下分为5个市镇。該州居民大多信奉東正教。